# رحمة الطارد
رحمة الطارد (28 مارس 1988) لاعبة كرة يد تونسية.

## مواضيع ذات صلة
منتخب تونس لكرة اليد للسيدات